# Sash!
SASH! es un proyecto musical comandado por el DJ y productor alemán Sascha Lappessen (nacido el 10 de junio de 1970 en Nettetal, Alemania) acompañado por Ralf Kappmeier y Thomas «Alisson» Lüdke en el estudio.
Consiguieron colocarse en los primeros puestos de las listas de éxitos de varios países, sobre todo británicas, australianas y de otros países europeos como así también en las listas de música dance de Estados Unidos entre 1997 y 1998 con «Encore Une Fois», «Ecuador», «Stay» y «Mysterious Times». 
Pese a seguir en activo, su éxito se ha visto bastante mermado, de hecho sus últimos álbumes no han sido editados en el Reino Unido. 
En sus temas, combinan estilos musicales diversos y están cantados en varias lenguas: «Stay», «Mysterious Times» y «Just Around The Hill» en inglés, «Encore une Fois» en francés, «Adelante», «Luna Llena» y «Ecuador» en español, «La Primavera» en italiano, «Together Again» en danés y «Ganbareh!» en japonés (significa «Da lo mejor de ti» y era el eslogan de la canción hecha a propósito para el mundial de fútbol de Corea-Japón 2002). 
Tras 10 años después del lanzamiento de su último álbum de estudio, SASH! lanzó al mercado un nuevo álbum titulado Life is a Beach el 31 de agosto de 2012, únicamente en formato digital, aunque se tenía previsto lanzarlo más tarde en soporte físico, pero SASH! decidió cancelar el lanzamiento del álbum en dicho formato por considerar que el CD "ya estaba muerto" y por los altos costes de producción. El álbum fue bastante aclamado por los seguidores y obtuvo un éxito comercial bastante bueno teniendo en cuenta el mermado éxito de SASH!. En Alemania llegó a ocupar el puesto número 6 de álbumes digitales más vendidos en la página de Amazon. De dicho álbum se extrajeron dos sencillos, «What is Life» y «The Secret».
SASH! lanzó su sexto álbum de estudio, titulado Life Changes, el 8 de noviembre de 2013.
En 2016 lanzaron una versión remezclada de su tema «Ecuador» con Olly James.

## Discografía

### Álbumes de estudio
- It's My Life (1997).
- Life Goes On (1998).
- Trilenium (2000).
- S4! SASH! (2002).
- Life is a Beach (2012).
- Life Changes (2013).

### Álbumes recopilatorios
- Encore Une Fois - The Greatest Hits (2000).
- 10th Anniversary (2007).
- The Best Of (2008).

### Sencillos
- 1996: "It's My Life"
- 1997: "Encore Une Fois"
- 1997: "Ecuador" (con Adrián Rodriguez)
- 1997: "Stay" (con La Trec)
- 1998: "La Primavera"
- 1998: "Mysterious Times" (con Tina Cousins)
- 1998: "Move Mania" (con Shannon)
- 1999: "Colour The World" (con Dr. Alban)
- 1999: "Adelante"
- 2000: "Just Around The Hill" (con Tina Cousins)
- 2000: "With My Own Eyes" (con Inka Auhagen)
- 2002: "Ganbareh!"
- 2002: "Run" (con Boy George)
- 2003: "I Believe" (con TJ Davis)
- 2008: "Raindrops" (Stunt) (Encore one Fois II)
- 2010: "All is Love" (con Jessy)
- 2011: "Mirror Mirror" (con Jean Pearl)
- 2012: "What is Life"
- 2013: "The Secret" (con Sarah Brightman)
- 2013: "Can't Change You" (con Plexiphones)
- 2013: "Summer's Gone" (con Tony T.)
- 2016: "Ecuador (Remix)" (con Olly James)

## Premios y nominaciones
| Año  | Premio             | Categoría                        | Obra nominada                                                             | Resultado | Referencia |
| ---- | ------------------ | -------------------------------- | ------------------------------------------------------------------------- | --------- | ---------- |
| 2025 | Premios Lo Nuestro | Colaboración «crossover» del año | «To the beat» (junto a Dimitri Vegas & Like Mike, Regard y Natti Natasha) | Nominados | [ 4 ]      |

## Enlaces
- Sash! World
- Spanish Site
- French Site Archivado el 4 de diciembre de 2010 en Wayback Machine.
- Spanish Blog
- Sash! en Discogs

- Datos: Q159233
- Multimedia: Sash! / Q159233